# Шикана (автоспорт)

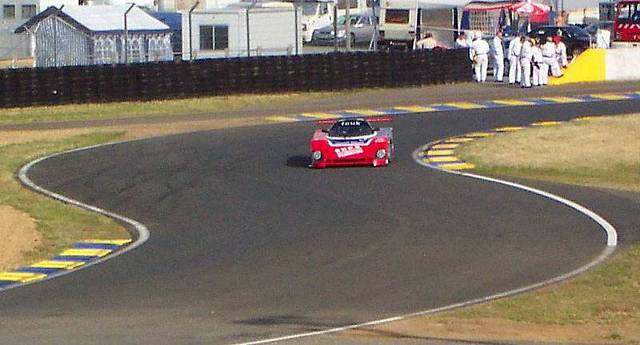
Шикана «Форд» на трассе Ле-Ман

Шика́на (фр. chicane; от chicaner «придраться») — последовательность тесных извивающихся поворотов (обычно в форме буквы S) на дороге, используемая в автогонках и на городских улицах для намеренного замедления автомобилей; их располагают регулярно на прямых участках для ограничения скорости. Обычно шиканы проходятся по единственной оптимальной траектории, представляющей собой максимально плавную кривую с парой апексов.

## Критика
Наиболее часто обгон в автогонках происходит именно на прямых, за счёт более удачного выхода из поворота перед ними. Шиканы, с единственной оптимальной траекторией, разрезают прямые на части и подобно узким местам вынуждают пилотов ехать друг за другом там, где без шикан они могли бы ехать параллельно. К тому же скорость прохождения шиканы зависит почти исключительно от технических факторов типа аэродинамики и работы подвески. При этом в жертву приносится значимость удачного выхода на прямой участок, что напрямую зависит от навыков пилота — гораздо более понятной зрителю спортивной составляющей. Поэтому ярые фанаты часто критикуют Международную автомобильную федерацию (FIA) за то, что она разрушает «дух» гоночных трасс, добавляя шиканы в их критических местах, как, например, Сарте, Спа-Франкоршам и Монца.

## Обязательность
Некоторые трассы, такие как Portland International Raceway, включают в себя необязательные шиканы. Конфигурация трассы для соревнований на быстрых машинах (такие, как IRL IndyCar) включает в себя шиканы, а конфигурация трассы для медленных (водителей любительских клубов, например) проходит прямо, игнорируя шикану, так как эти машины не способны развивать повышенную скорость на протяжённых прямых участках.

## Иное
Термин также используется в других типах гонок, включая бобслей, указывая на похожие смещения в направлениях трека.
Организация изгибов, сходных с шиканой, на автодорогах общего пользования является одной из эффективных мер успокоения трафика для снижения скорости движения автомобилей и, как следствие, уменьшения количества ДТП и их тяжести.

## «Мобильные шиканы»
«Мобильные шиканы» или «передвижные шиканы» — термин, описывающий водителя (обычно аутсайдера в конце пелотона), который не может достаточно быстро уйти с пути нагоняющих его на следующем круге лидеров гонки (несмотря на то, что ему часто показывают синий флаг), и таким образом задерживающего водителей и создающего проблемы (и иногда вынуждающего терять драгоценные очки в чемпионате, подиумы и победы). Такой дурной славой пользовался, например, Андреа де Чезарис.